# Independents dels Pallaresos
Independents dels Pallaresos (coneguda com a IP Els Pallaresos) és una agrupació política del municipi d'Els Pallaresos (Tarragonès) fundada en 2007. Des de llavors, ha concorregut a totes les eleccions municipals convocades, obtenint-hi representació en totes.
El seu lema es «Pluralisme, municipalisme i compromís».

## Història
Va ser creat l'any 2007, amb el nom d'Agrupació Independent dels Pallaresos. L'any 2011 es fusiona amb Gent dels Pallaresos i Unió Democràtica de Catalunya tot creant l'actual Independents dels Pallaresos, sempre de la mà de la Federació d'Independents de Catalunya (FIC).
S'ha presentant en les candidatures de 2007, 2011 i 2015. En les municipals de 2007, amb 152 vots i en les de 2011, amb 190 vots, va aconseguir un representant. respectivament, que va romandre a l'oposició. En les eleccions de 2015, amb 155 vots, va aconseguir un representant, que va formar part de l'Equip de Govern com a Regidor d'Urbanisme i Serveis i va ser tinent d'alcalde. En les eleccions municipals de 2019, també presentà candidatura triant al seu cap de llista mitjançant un procés de primàries obertes a tota la ciutadania pallaresenca. Va concloure amb l'elecció d'en Xavier Marcos i Tuebols com a alcaldable.

## Resultats electorals
| Elecció                      | Vots | Percentatge | Regidors |
| Eleccions municipals de 2007 | 152  | 10,28%      | 1/11     |
| Eleccions municipals de 2011 | 190  | 11,16%      | 1/11     |
| Eleccions municipals de 2015 | 155  | 8,37%       | 1/11     |
| Eleccions municipals de 2019 | 370  | 16,32%      | 2/11     |